# Kargoszyn
Kargoszyn – wieś sołecka w Polsce położona w województwie mazowieckim, w powiecie ciechanowskim, w gminie Ciechanów.
W latach 1954–1957 wieś  należała i była siedzibą władz gromady Kargoszyn, po jej zniesieniu w gromadzie Ciechanów. W latach 1975–1998 miejscowość administracyjnie należała do województwa ciechanowskiego.
1 stycznia 1973 część wsi włączono do Ciechanowa.